# Войтович, Назарий Юрьевич
Назарий Юрьевич Войтович (укр. Назарій Юрійович Войтович; 2 июня 1996, Травневое, Тернопольская область — 20 февраля 2014, Киев) — украинский активист Евромайдана. Герой Украины (2014, посмертно).

## Биография
Учился на третьем курсе отделения дизайна Тернопольского кооперативного торгово-экономического колледжа, был единственным ребёнком в семье.

### На Майдане
Назар Войтович поехал в Киев ночью 19 февраля, а уже на следующий день во время противостояний на Майдане погиб на ул. Институтской от снайперской пули. По словам однокурсников ещё 19 февраля, Войтович был в университете, а вечером отнес вещи для столичного Евромайдана к автобусу, который ехал на Киев, но в итоге решил поехать лично.

## Память

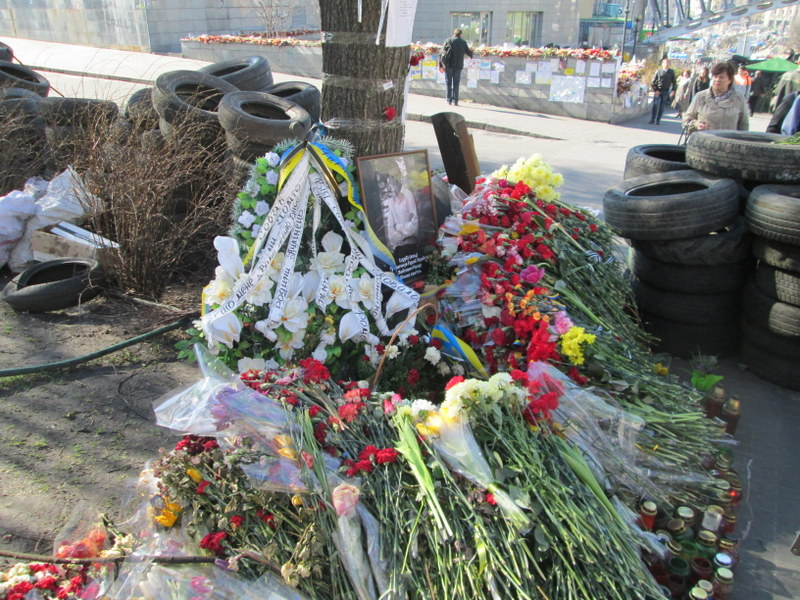
Место гибели Назария Войтовича

Панихиду по погибшему провели 21 февраля 2014 в Тернопольском кооперативном торгово-экономическом колледже. 22 февраля похоронен в родном селе. На похоронах присутствовало около тысячи человек.
В Тернопольском кооперативном торгово-экономическом колледже студенты и преподаватели устроили Уголок памяти Назария Войтовича.
Школа села Травневое носит имя Назария Войтовича, на фасаде учебного заведения установлен его барельеф, вблизи школы односельчане возвели Холм Достоинства Героя «Небесной сотни».

## Награды
- Звание Герой Украины с удостаиванием ордена «Золотая Звезда» (21 ноября 2014 года, посмертно) — за гражданское мужество, патриотизм, героическое отстаивание конституционных принципов демократии, прав и свобод человека, самоотверженное служение Украинскому народу, проявленные во время Революции достоинства[1].
- Медаль «За жертвенность и любовь к Украине» (УПЦ КП, июнь 2015 года) (посмертно)[2].